# Massaker von Glina
Das Massaker von Glina in der Nacht vom 12. auf den 13. Mai 1941 ereignete sich während des Völkermords an den Serben im Unabhängigen Staat Kroatien und gilt als Synonym für die Zwangskatholisierung der Serben im Zweiten Weltkrieg. Dabei trieben Angehörige der faschistischen Ustascha-Miliz in der Stadt Glina etwa 260 serbische Zivilisten in eine serbisch-orthodoxe Kirche, verriegelten die Türen, stachen und schossen in die Menge und steckten anschließend das Gotteshaus in Brand. Die Opfer wurden in Massengräber geworfen.
Die Serben, die zuvor zum Katholizismus konvertierten, wurden verschont. Es folgten mehrere Mordwellen Ende Juli/Anfang August desselben Jahres, bei denen insgesamt zwischen 2000 und 2400 serbische Zivilisten ermordet wurden.
Direkt nach Bekanntwerden des Massakers richtete der römisch-katholische Erzbischof Alojzije Stepinac am 14. Mai 1941 ein Protestschreiben an den Staats- und Ustaschaführer Ante Pavelić.